# Torneig de Wimbledon 2021
El Torneig de Wimbledon 2021, conegut oficialment com a Wimbledon Championships 2021, és una competició de tennis masculina i femenina disputada sobre gespa que pertany a la categoria de Grand Slam. La 134a edició del torneig es va celebrar entre el 28 de juny i l'11 de juliol de 2021 al All England Lawn Tennis and Croquet Club de Londres, Anglaterra.

## Resum
- El serbi Novak Đoković va guanyar el tercer títol consecutiu a Wimbledon i el sisè en total a Wimbledon. El fet més important fou que aquest títol va esdevenir el vintè títol individual de Grand Slam del seu palmarès que li va permetre empatar amb Roger Federer i Rafael Nadal (coneguts com Big Three) al capdavant de la classificació de més títols individuals de Grand Slam. Addicionalment, aquest era el tercer títol de Grand Slam de la temporada, a les portes de completar el Grand Slam pur. Aquesta victòria li va permetre consolidar el número 1 del rànquing individual. El seu rival, l'italià Matteo Berrettini va disputar la seva primera final de Grand Slam.[1]
- L'australiana Ashleigh Barty va guanyar el seu segon títol individual de Grand Slam i va consolidar el primer lloc del rànquing individual. Va esdevenir la primera tennista australiana en guanyar a Wimbledon des d'Evonne Goolagong l'any 1980. Barty ja havia disputat una final a Wimbledon però en dobles femenins vuit anys abans, i encara sent menor d'edat.[2]
- La parella masculina formada pels croats Nikola Mektić i Mate Pavić es van reafirmar com la millor parella de l'any en guanyar el vuitè títol de la temporada. Aquest fou el primer títol de Grand Slam conjuntament tot i que per Pavić fou el tercer títol de Grand Slam en dobles masculins. Pavić va consolidar el número 1 del rànquing de dobles masculins.[3]
- La parella femenina formada per la taiwanesa Hsieh Su-wei i la belga Elise Mertens van guanyar el primer títol conjuntament però ja tenien experiència en títols de Grand Slam ja que per Hsieh fou el quart títol de dobles femenins de Grand Slam, el tercer a Wimbledon, i per Mertens era el primer títol de dobles femenins a Wimbledon i el tercer títol de Grand Slam.[4] Aquesta victòria va permetre a Mertens recuperar el número 1 del rànquing de dobles femenins.
- La parella mixta formada per l'estatunidenca Desirae Krawczyk i el britànic Neal Skupski van guanyar el primer títol conjuntament, mentre que per Skupski fou el primer títol de Grand Slam, per Krawczyk era el segon títol de Grand Slam en dobles mixts consecutiu ja que havia guanyat el Roland Garros un mes abans, curiosament la seva parella al Roland Garros fou el seu rival a Wimbledon, el britànic Joe Salisbury.[5][6]

## Campions/es

### Elit
| Categoria          | Campions/es                   | Finalistes                          | Resultat              |
| ------------------ | ----------------------------- | ----------------------------------- | --------------------- |
| Individual masculí | Novak Đoković                 | Matteo Berrettini                   | 6−7(4), 6−4, 6−4, 6−3 |
| Individual femení  | Ashleigh Barty                | Karolína Plísková                   | 6−3, 6−7(4), 6−3      |
| Dobles masculins   | Nikola Mektić Mate Pavić      | Marcel Granollers Horacio Zeballos  | 6−4, 7−6(5), 2−6, 7−5 |
| Dobles femenins    | Hsieh Su-wei Elise Mertens    | Veronika Kudermétova Ielena Vesninà | 3−6, 7−5, 9−7         |
| Dobles mixts       | Desirae Krawczyk Neal Skupski | Harriet Dart Joe Salisbury          | 6−2, 7−6(1)           |

### Júniors
| Categoria          | Campions/es                       | Finalistes                       | Resultat      |
| ------------------ | --------------------------------- | -------------------------------- | ------------- |
| Individual masculí | Samir Banerjee                    | Victor Lilov                     | 7−5, 6−3      |
| Individual femení  | Ane Mintegi del Olmo              | Nastasja Schunk                  | 2−6, 6−4, 6−1 |
| Dobles masculins   | Edas Butvilas Alejandro Manzanera | Daniel Rincón Abedallah Shelbayh | 6−3, 6−4      |
| Dobles femenins    | Kristina Dmitruk Diana Shnaider   | Sofia Costoulas Laura Hietaranta | 6−1, 6−2      |

## Distribució de punts i premis

### Distribució de punts
| Esdeveniment       | G    | F    | SF  | QF  | Ronda de 16 | Ronda de 32 | Ronda de 64 | Ronda de 128 | Q  | Q3 | Q2 | Q1 |
| Individual masculí | 2000 | 1200 | 720 | 360 | 180         | 90          | 45          | 10           | 25 | 16 | 8  | 0  |
| Dobles masculins   | 2000 | 1200 | 720 | 360 | 180         | 90          | 0           | −            | −  | −  | −  | −  |
| Individual femení  | 2000 | 1300 | 780 | 430 | 240         | 130         | 70          | 10           | 40 | 30 | 20 | 2  |
| Dobles femenins    | 2000 | 1300 | 780 | 430 | 240         | 130         | 10          | −            | −  | −  | −  | −  |

### Distribució de premis
| Esdeveniment | G         | F       | SF      | QF      | Ronda de 16 | Ronda de 32 | Ronda de 64 | Ronda de 128 | Q3     | Q2     | Q1    |
| Individuals  | 1.700.000 | 900.000 | 465.000 | 300.000 | 181.000     | 115.000     | 75.000      | 48.000       | 25.500 | 15.500 | 8.500 |
| Dobles       | 480.000   | 240.000 | 120.000 | 60.000  | 30.000      | 19.000      | 12.000      | −            | −      | −      | −     |
| Dobles mixts | 100.000   | 50.000  | 25.000  | 12.000  | 6.000       | 3.000       | 1.500       | −            | −      | −      | −     |

- Els premis són en lliures esterlines.
- Els premis de dobles són per equip.